# Universidade Yeshiva
Universidade Yeshiva (em inglês:  Yeshiva University), ou simplesmente YU, é uma universidade privada judaica em Nova Iorque, no estado de Nova Iorque. Foi fundada em 1886. Atualmente estão matriculados 5.994 estudantes. Ocupa o 156.º lugar no ranking das universidades do planeta da Times Higher Education 2012-2013.

## Faculdades
Graduação
- Judaismo
- Economia
- Yeshiva College
- Stern College for Women
- S. Daniel Abraham Israel Program

Pós-graduação
- Educação e Administração Judaica (Azrieli Graduate School of Jewish Education and Administration)
- Judaismo (Bernard Revel Graduate School of Jewish Studies)
- Medicina (Albert Einstein College of Medicine)
- Psicologia (Ferkauf Graduate School of Psychology)
- Direito (Benjamin N. Cardozo School of Law)
- Trabalho Social (Wurzweiler School of Social Work)
- Sue Golding Graduate Division

## Personalidades de destaque
Professores ver Categoria:Professores da Universidade Yeshiva
- Paul Greengard - Nobel de Fisiologia ou Medicina 2000
- Oliver Sacks - Neurologista
- Herman Wouk - Escritor
- Berta Scharrer - Neurocientista

Graduados
- Howard Dean - Político
- Chaim Potok - Escritor
- Josh Saviano - Ator
- Baruch Goldstein - Terrorista